# Туршунайский сельсовет
Туршунайский сельсовет  — административно-территориальная единица и муниципальное образование со статусом сельского поселения в Бабаюртовском районе Дагестана Российской Федерации.
Административный центр — село Туршунай.

## Населённые пункты
На территории сельсовета находятся населённые пункты:
| № | Населённый пункт | Тип населённого пункта       | Население |
| - | ---------------- | ---------------------------- | --------- |
| 1 | Туршунай         | село, административный центр | ↗1537     |
| 2 | Советское        | село                         | ↗1209     |

## Население
| 2002  | 2010  | 2012  | 2013  | 2014  | 2015  | 2016  |
| ----- | ----- | ----- | ----- | ----- | ----- | ----- |
| 1650  | ↗2295 | ↗2337 | ↗2345 | ↗2397 | ↗2418 | ↗2447 |
| 2017  | 2018  | 2019  | 2020  | 2021  | 2023  | 2024  |
| ↗2471 | ↘2464 | ↘2453 | ↘2448 | ↗2746 | ↘2744 | ↗2753 |
| 2025  |       |       |       |       |       |       |
| ↗2794 |       |       |       |       |       |       |